# Axel Reymond
Axel Reymond (* 13. Februar 1994 in Paris, Frankreich) ist ein französischer Freiwasserschwimmer, der sich auf Open-Water-Schwimmveranstaltungen (5 km, 10 km und 25 km) spezialisiert hat. Seit 2012 ist er Mitglied der Schwimmmannschaft France A. Er ist der erste französische Weltmeister der Männer über 25 km, ein Titel, der bei den Open Water-Weltmeisterschaften 2017 gewonnen wurde. Axel behält seinen 25 km langen Weltmeistertitel bei den Open Water Swimming Championships 2019.

## Werdegang und Erfolge
Axel Reymond, der in Nandy (Seine-et-Marne) gelebt hatte, begann im Alter von 6 Jahren im „Verein Sportive Le Plessis Savigny“ (ASPS) im Schwimmbad von Savigny-le-Temple zu schwimmen, wo er sein wird trainiert von Magali Mérino, der immer noch sein aktueller Trainer ist. Er entdeckte 2008 Open Water mit einem ersten (minimalen) Titel des Vizemeisters von Frankreich über 10 km. Seitdem lebt er in der Nähe von Fontainebleau (Seine-et-Marne).
Im Jahr 2009 wurde Axel Reymond für die unter 16-Jährigen die Nummer 1 in Frankreich und gewann 6 Etappen des Coupe de France im offenen Wasser. Im folgenden Jahr wird er sowohl die französische Nummer 1 für Kadetten als auch für alle Kategorien sein, mit 9 Siegen im Coupe de France sowie einer Bronzemedaille bei den French Open Water Championships.
Es ist auch im Jahr 2010, dass er zum ersten Mal an einer internationalen Veranstaltung außerhalb Frankreichs in Oeiras in Portugal teilnehmen wird und in allen Kategorien dieser Etappe des Schwimmcups der Mittelmeer-Konföderation (COMEN) den 8. Platz belegt.
Im Jahr 2011 gewann er während einer COMEN-Etappe in Limassol (Zypern) seine erste internationale Medaille, es wird Bronze sein. 2012 trat er der französischen Schwimmmannschaft A bei, seine erste Teilnahme an den Weltmeisterschaften in Welland (in Kanada, wo er auf 7,5 km den 7. Platz belegte) und seine erste Teilnahme an den Meisterschaften. Europa in Piombino (in Italien), wo er seine erste europäische Bronzemedaille erhält. Im selben Jahr wird er der französische 25-km-Meister, ein Titel, den er 2013, 2014 und 2015 behalten hat.
2013 gewann er in Ohrid (Mazedonien) seine erste Etappe des Open Water Marathon World Cup über 30 km. Und in Canet-en-Roussillon gewann er zusätzlich zu den 25 km die französische Open-Water-10-km-Meisterschaft.
Im Mai 2014 wechselte er zu seiner Trainerin Magali Mérino zum Cercle des Nageurs de Fontainebleau-Avon und trat Anfang 2016 gemeinsam der CSM Clamart Natation bei.

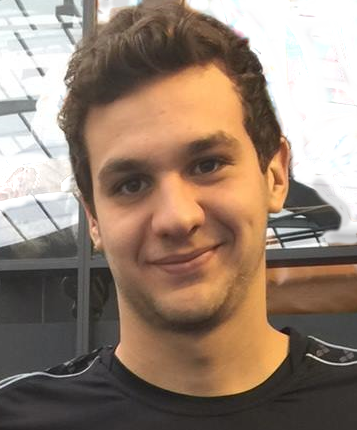

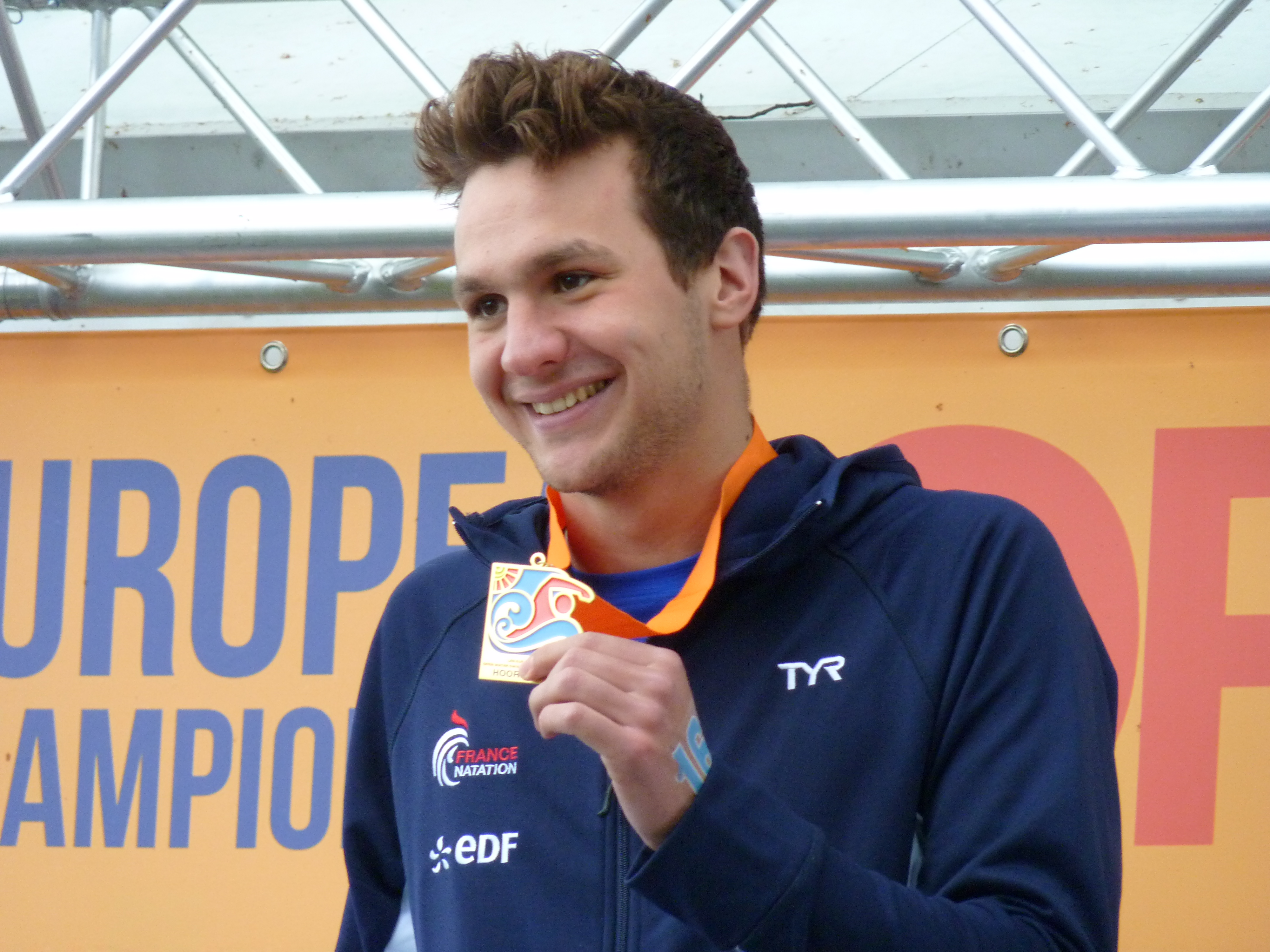
Axel Reymond 2016 Europameister der 25 km - Medaillenverleihung in Hoorn in den Niederlanden

Axel Reymond startete 2014 mit der französischen Schwimmmannschaft zu den Europameisterschaften in Berlin (Deutschland). Am 17. August 2014 gewann er mit der Zeit die Goldmedaille auf 25 km bei den Europameisterschaften um 4:59:18 vor dem Russen Jewgeni Dratzew (4:59:31) und dem Italiener Edoardo Stochino (5:08:51). Im selben Jahr wird er französischer Meister der 25 km in Sète, der 5 km Indoor in Sarcelles und gewinnt eine Silbermedaille beim Europapokal im offenen Wasser in Eilat (Israel).
Er wird 2015 mit zwei Medaillen bei der Marathon-Weltmeisterschaft beginnen, in Gold in Abu Dhabi (Vereinigte Arabische Emirate) und in Bronze in Nouméa. Er wird auch einen Hattrick bei den französischen Meisterschaften in Gravelines machen und auf den 5 km, 10 km und 25 km französischer Meister werden.
Axel Reymond unterzeichnet am 7. Juli 2015 einen Zweijahresvertrag mit der Armee, um Teil der Army of Military Swimming Champions zu werden. Er wird an den World Military Summer Games 2015 in Mungyeong, Südkorea, teilnehmen.
Er wird mit seinem 4. Platz in den 25 km bei den Weltmeisterschaften in Kasan (Russland) und insbesondere seinem 12. Platz in den 10 km stark enttäuscht sein, was ihm eine Nichtauswahl des französischen Schwimmverbandes einbringt Vertretung Frankreichs bei den Olympischen Spielen 2016 in Rio de Janeiro (Brasilien).
Sein Jahr war jedoch reich an Medaillen, er beendete die Saison 2015, 1. in der nationalen Klassifizierung des Coupe de France im offenen Wasser (mit 8 Etappensiegen aus 11 Teilnahmen) und 1. in der nationalen Klassifizierung der Open-Water-Schwimmer. Französisch. Er erhielt sogar eine Reihe von Punkten im Coupe de France, die seit mindestens 2005 nicht mehr erreicht wurden, und in der nationalen Rangliste der Freiwasserschwimmer eine Reihe von Punkten, die seit mindestens 2012 nie mehr erzielt wurden.
Am 15. November 2015 brach er beim nationalen Kurzstreckenmeeting in Compiègne mit 5859 m den nationalen Stundenrekord (Französisch) für eine Stunde und gewann bei den französischen Kurzstreckenmeisterschaften in Angers eine Bronzemedaille über 1500 m.
Anfang 2016 wechselte er zur CSM Clamart Natation, während er in Fontainebleau für sein Training beim CitéSport des National Defense Sports Center (CNSD) blieb.
Er startete die 1. Etappe des Marathon-Weltcups 2016 (10 km) in Viedma, Argentinien, und wurde Fünfter, wodurch er sich für die Europameisterschaften 2016 vorqualifizieren konnte. Außerdem belegte er den 5. Platz in der 2. Etappe des Weltcups Marathonlauf 2016 in Abu Dhabi, Vereinigte Arabische Emirate.
Anschließend, im April 2016, wurde er 2016 französischer Militärschwimmmeister im 400-m-Freistil und im 200-m-Medley in Saint-Dizier und schlug die französischen Rekorde für diese beiden Events.
Am 29. Mai 2016 gewann er am Lac de Cepoy in Montargis seinen 5. Titel in Folge der 25 km langen französischen Meisterschaften, nachdem er bei den französischen Meisterschaften 2016 den 2. in den 5 km und den 3. in den 10 km belegte.
In Hoorn (Niederlande) gewann er am Nationalfeiertag, dem 14. Juli 2016, während der Europameisterschaften 2016 erneut Gold auf 25 km.
Am 28. Januar 2017 belegte Axel Reymond bei den French Open Water Indoor Championships 2017 über 5 km den 3. Platz.
Während der französischen Meisterschaften 2017 belegte er das 3. Französisch in der 10 km, das 1. Französisch in der gemischten 4 × 1250-m-Staffel und den französischen 25 km Meister 2017 zum sechsten Mal in Folge.
In Budapest (Ungarn) gewann Axel am 21. Juli 2017 die 25 km der Weltmeisterschaften 2017 und wurde damit der erste französische Männerweltmeister über diese Distanz.
Im August 2017 trat er der A.A.S. Blaugrün 95 schwimmen.
Vom 31. Mai bis 3. Juni 2018 wurde er während der französischen Meisterschaften zum siebten Mal französischer Meister im 25 km offenen Wasser und Vizemeister Frankreichs in den 5 km und der gemischten 4 × 1250-m-Staffel (mit sein Team von AAS Sarcelles Natation 95) in Gravelines.
Am 16. Juni 2018 nahm er an der 4. Etappe des Open Water Marathon World Cup 2018 teil und gewann eine Bronzemedaille in 1 h 55 min 59 s 1, Ungarn.
Anwesend bei den Schwimmeuropameisterschaften 2018 in Glasgow, wo er über 5 km die Silbermedaille gewann, über diese Distanz Europameister wurde und auf 25 km den 4. Platz belegte.
In Gwangju behält Axel am 19. Juli 2019 seinen Titel als 25 km-Weltmeister bei den Open Water-Schwimmweltmeisterschaften 2019.
In Ohrid, 24. August 2019, gewinnt Axel die 7. Etappe 2019 des UltraMarathon-Weltcups über 25 km im offenen Wasser und am 28. August 2019 die Silbermedaille des Marathon-Weltcups über 10 km im Wasser frei.
Zwischen dem 23. Oktober 2019 und dem 27. Oktober 2019 gewann Axel in Wuhan, China, die Goldmedaillen in der 10 km, 5 km und gemischten 5-km-Staffel (mit Océan Cassignol, Caroline Jouisse und Logan Fontaine) im offenen Wasser bei den World Military Games.
Am 28. Februar 2020 wird Axel in Samoëns französischer Meister auf 1000 m im Eiswasser, indem er den französischen Rekord mit 11 Minuten 56 Sekunden 60 (1 Sekunde 20 aus dem Weltrekord) schlägt.
Vom 25. bis 28.
September 2020 wurde er während der französischen Meisterschaften zum achten Mal französischer Meister auf 25 km im offenen Wasser und Dritter auf 5 km und Vizemeister von Frankreich in der gemischten 4 × 1250-m-Staffel (mit seiner Team der AAS Sarcelles Natation 95) in Jablines.
In Budapest (Ungarn) gewann Axel am 16. Mai 2021, wo er Weltmeister wurde, zum dritten Mal die 25 km der Europameisterschaften 2020–21 über diese Distanz.